# Nahāldān
Nahāldān (persiska: نهالدان) är en ort i Iran.   Den ligger i provinsen Khorasan, i den nordöstra delen av landet, 500 km öster om huvudstaden Teheran. Nahāldān ligger 1 203 meter över havet och antalet invånare är 554.
Terrängen runt Nahāldān är kuperad norrut, men söderut är den platt.Runt Nahāldān är det ganska glesbefolkat, med 29 invånare per kvadratkilometer. Närmaste större samhälle är Davarzan, 9,2 km söder om Nahāldān. Trakten runt Nahāldān är ofruktbar med lite eller ingen växtlighet.